# سان كاسيانو إن فال دي بيسا
سان كاسيانو إن فال دي بيسا (بالإيطالية: San Casciano in Val di Pesa)‏ هي بلدية (المجلس البلدي) في مدينة فلورنسا الحضرية في منطقة توسكانا الإيطالية، تقع بعد حوالي 15 كيلومتر (9 ميل) جنوب غرب فلورنسا.
تقع سان كاسيانو في فال دي بيسا على حدود البلديات الاتية: جريف في شيانتي جريف في شيانتي، إمبرونيتا مونتيسبيرتولي، سكانديتشي وتافارنيل فال دي بيسا.

## تاريخ
كانت أراضي سان كاسيانو مأهولة بالسكان منذ ذلك الحين الأترورية مراتو، كما يتضح من الاكتشافات الأثرية في مونتيفيريدولفي (قبر بومان) وفاليجوندولي (حفريات بوجيو لا كروس). في الرومانية كان تايمز سان كاسيانو مرحلة بعد (مانسيو) نشر في الميل العاشر من فلورنتيا. لا يزال الاسم الجغرافي "ديسيمو" (أي العاشر) مرتبطا بـ بيفي دي سانتا سيسيليا أ ديسيمو (كنيسة أبرشية بالقرب من سان كاسيانو مذكرة في عام 1043 في وثيقة وتحيي ذكرى أ معلم (ديسيموم لابيديم) على أهمية الطريق الروماني (ربما أن ربط فلورنتيا وسينا جوليا). الاكتشافات الأثرية والأدلة المتعلقة بأسماء المواقع الجغرافية هي دليل واضح على العصور القديمة للمدينة, يشير العدد الكبير من السكان إلى وجود عدد كبير من السكان الرعية الكنائس في المنطقة (على سبيل المثال. بيفي دي سانتا سيسيليا أ ديسيمو، بيفي دي سان بانكرازيو بيفي دي سان جيوفاني في سوغانا وبيفي دي سانتو ستيفانو أ كامبولي)، ناهيك عن العدد الكبير من الكنائس التابعة.هناك شك في ذلك المنطقة بكثافة السكان في العصور الوسطى،استنادا إلى العديد من القلاع التي بنيت في ذلك الوقت لأسقفية فلورنس أو عائلات قوية مثل بينرلمنتي أو كافالكانتي.
ذكر سان كاسيانو في الأصل كإقطاعية لأسقف فلورنسا، الذي وضع تشريعاته الأولى في عام 1241، وفي عام 1278 انتقل المجال إلى جمهورية فلورنسا، وبعد بضع سنوات أصبحت سان كاسيانو عاصمة لتحالف محلي، بما في ذلك تحالف كامبولي، ومقر بودستا، وبالتالي لديها حكومة أربعين كنيسة أبرشية. بحلول عام 1325، فأصبح سان كاسيانو مهمًا جدًا لدرجة أن قانون فلورنسا بودستا وصف أحد الطرق الرئيسة المغادرة من المدينة على النحو التالي: "(أي" الطريق الذي يمر عبر سان كاسيانو باتجاه سيينا وروما "). يظهر أن تاريخ سان كاسيانو مرتبط بشوارعها أيضًا من خلال شكله، وهو في شكل تقاطع: جانب واحد ينتقل من فلورنسا إلى سيينا والآخر، يتبع سلسلة التلال، ويربط منطقة كيانتي بمونتيلوبو وحوض نهر أرنو. وبالإضافة، تم لعب دور رئيسي في تطوير سان كاسيانو من خلال تحسين الإنتاجية الزراعية الناتجة عن المشاركة في المحصول، وأدى ذلك إلى النمو السكاني وتشكيل مراكز تجارية مثل ماركتلي وقلعة "سان كاسيانو ديسيمو" نفسها.
أنشأ بناء جدران هذه القلعة في النصف الثاني من القرن الرابع عشر (ولا زالت آثارها موجودة حتى اليوم). في الواقع، وفي النصف الأول من نفس القرن، لم يكن سان كاسيانو محميًا تمامًا، وبالتالي أصبح فريسة سهلة لقوات كوندوتييري والمرتزقة. احتل الإمبراطور الروماني المقدس هنري السابع سان كاسيانو من نوفمبر 1312 إلى يناير 1313، ودوق لوكا كاستروشيو كاستراكاني في فبراير 1325، والمرتزقة الفرنسي موريال دالبارنو في يوليو 1343 ولأجل هذه الهجمات، قررت جمهورية فلورنسا تحصين القرية عام 1354. وكانت الجدران في مكانها بحلول عام 1355، وبالإضافة إلى ذلك، تمت إضافة "كاسيرو" (أي قلعة تستخدم كثكنات) في عام 1356.
قبل بضع سنوات، والتر السادس من برين، خطط دوق أثينا لتحويل القرية إلى قلعة؛ ليتم تسميتها "كاستل دوكالي"، لكن الخطة ماتت معه. وفي عام 1494 خيم شارل الثامن ملك فرنسا بالقرب من القرية دون دخولها، وقبل مغادرته، تبرع بمبلغ كبير من المال للسكان المحليين الفرنسيسكان الدير. وفي عام 1512 في ألبيرغاتشيو (بالقرب من مدينة سانت أندريا في بيركوسينا) بدأ نيكولمكيافيلي نفيه الذي كتب خلاله الأمير وماندريك. وعندماصعدت دوقية توسكانا الكبرى سان كاسيانو إلى سدة الحكم فقدت دورها العسكري والاستراتيجي وتبع تاريخها تاريخ توسكانا.
وفي عام 1893، بعد إلحاق دوقية توسكانا الكبرى إلى مملكة إيطاليا، تم بناء سكة حديدية بمحرك بخاري لربط سان كاسيانو وفلورنسا.
في 26 يوليو 1944، من خلال الحرب العالمية الثانية، خرب سان كاسيانو بالكامل بسبب قصف الحلفاء. وعادة بنائه ببطء ولكن بدقة.

## المعالم السياحية الرئيسية

### بيفي (كنائس أبرشية)

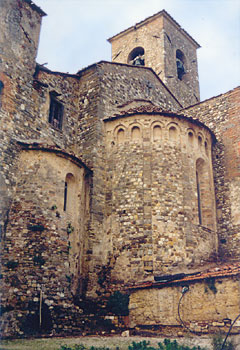
بيف من سان بانكرازيو.

- بيفي من سان بانكرازيو، تقع على التل الذي يقسم وديان مجاري بيسا وفيرجينيو. المعروف منذ القرن 10، فقد أبسيس جديرة بالملاحظة من الطراز المعماري لومبارد. الداخلية لديها صحن واثنين من الممرات مع ماتروناي. تشمل الأعمال الفنية أ مادونا مع الطفل من أجنولو جاديالمدرسة والصلب بواسطة سانتي دي تيتو يعود تاريخها إلى عام 1590. الجدير بالذكر أيضا هو ستوديولو بقلم كوزيمو غيري، تلميذ سانتي دي تيتو، مع لوحات جدارية ثمينة تصور الفنون الحرة والشعراء والعلماء في العصر الكلاسيكي.
- بيفي دي سانتو ستيفانو، في فرازيوني كامبولي، الذي بني في القرن 9. كانت ملكية لأساقفة فلورنسا، بما في ذلك البابا المستقبلي كليمنت السابع، الذي خدم هنا كاهن. في القرن ال18, تم تجديد الداخلية على طول خطوط الباروك وأضيف رواق.
- يقعبيفي دي سانتا سيسيليا في فرازيوني ديسيمو. هو مذكور في وثيقة من قبل شارلمان بتاريخ 774. تم ترميمه بشكل كبير في عام 1728، وله صحن وممران ؛ بقي برج الجرس فقط من الصرح الروماني الأصلي.
- بيفي دي سان جيوفاني في سوغانا، تقع على ارتفاع 232 مترا فوق مستوى سطح البحر بالقرب من فرازيوني سيربايا. تم ذكره في وثيقة عام 1019 باسم بيفي دي سوانا. ال فا اورماد يقدم بوابة رومانية أصلية ونافذة لانسيت واحدة.

### كنائس أخرى
- تشيسا ديل سوفراغاجيو (سانتا ماريا ديل)، الذي يضم الآن متحف الفنون المقدسة، مع تمثال مادونا (1319) وهو أول عمل معروف ومؤرخ لأمبروجيو لورنزيتي، وقصص القديس ميخائيل رئيس الملائكة (حوالي 1250) بواسطة كوبو دي ماركوفلدو.
- كنيسة سانتا ماريا آل براتو أو ديلا ميزريكورديا، التي أسسها الدومينيكان عام 1304. له صحن واحد به أربعة مذابح على جوانبه: المذبح الأيمن الثاني يضم المصلوب المهم لسيمون مارتيني. وتجدر الإشارة أيضًا إلى المنبر الرخامي الأبيض والأخضر لجيوفاني دي بالدوتشيو (1336-1339) وصليب خشبي من حوالي 1470.

### القلاع
- قلعة بيبيوني. تم بناء هذه القلعة قبل عام 1000، وهي تنتمي إلى عائلة بيندلمانتي التي أعادت ترميمها في القرن الحادي عشر في القرن السادس عشر، انتقلت إلى عائلة مكيافيلي التي احتفظت بها كمزرعة للصيد حتى عام 1727. القلعة لها ساحات فناء وقاعات رائعة. من الخارج له شكل مثير للإعجاب، شيء ما بين قلعة ومنزل مانور من القرن السادس عشر.

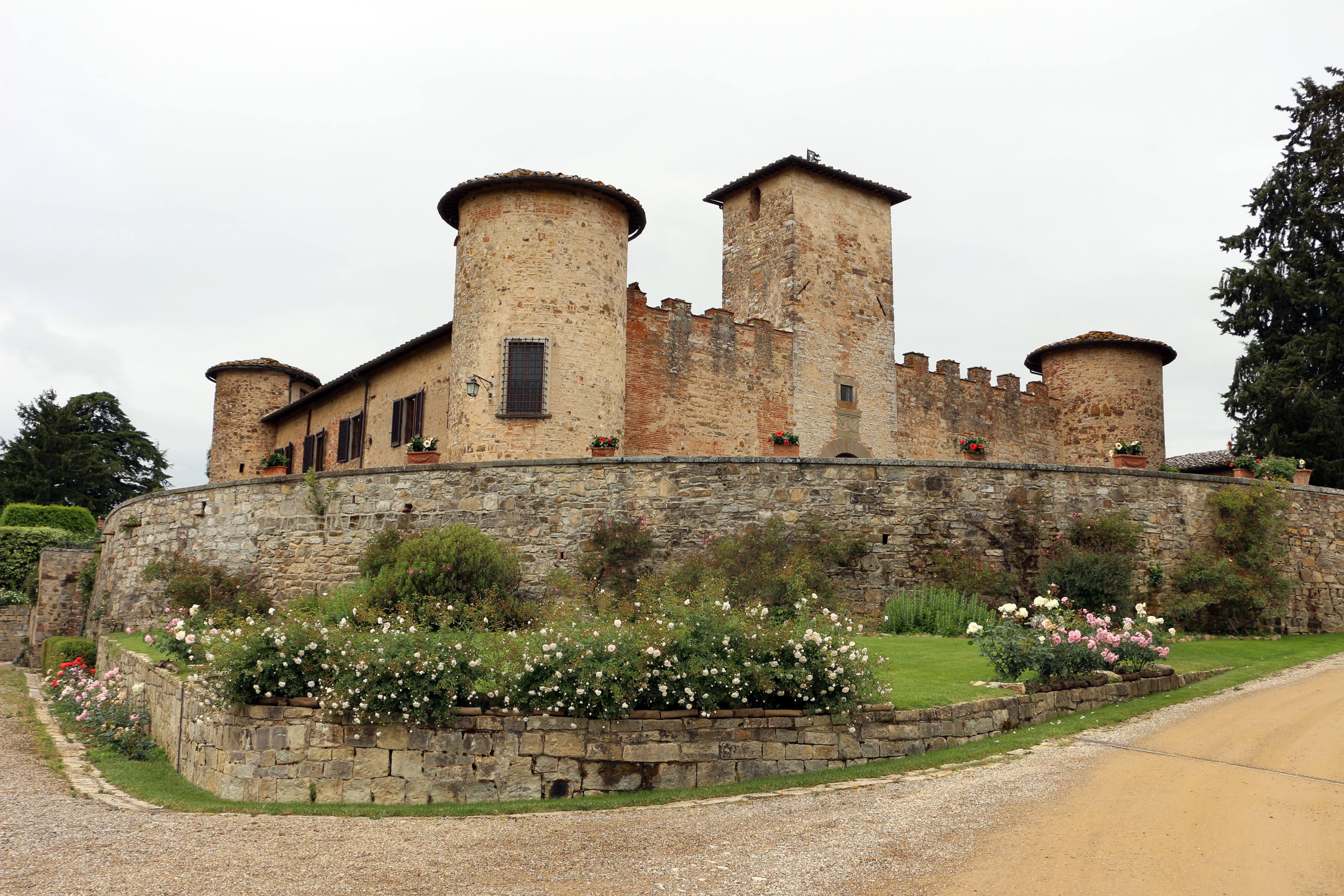
قلعة جابيانو.

- قلعة جابيانو. وفقًا لمصادر القرن الحادي عشر، تم بناؤه في الأصل حول برج مربع كان بمثابة حصن على الطريق المؤدي إلى تشيانتي في كريف، أحد أهم الطرق بين فلورنسا وسيينا. تم توسيعه في القرن الثالث عشر من قبل عائلة باردي في فلورنسا. تمت إضافة الأبراج الدائرية، التي كشفت عن التأثير الفرنسي، في عام 1505.
- قلعة بيرجولاتو. بناها بيندلمانتي تم استخدام بارجلاتو في الأصل كحصن للدفاع عن المجالات الإقطاعية للعائلة، ثم استخدم كمنزل للصيد. يحتوي على قاعات مزخرفة ضخمة وأروقة أنيقة. وهي مبنية على منحدرات شديدة الانحدار تقع على الضفة اليسرى لنهر بيسا.
- قلعة ماتفيريدولفي، مملوكة أيضًا من قبل بيندلمانتي عائلة. أعيد بناؤها اليوم في الغالب، لكن الهياكل والمباني الأصلية لا تزال مرئية.

### آحرون
- قبر بومان. تم العثور عليه في عام 1978 أثناء الأعمال الزراعية، وهو مقبرة إتروسكان يعود تاريخها إلى القرن السابع قبل الميلاد. اشتق اسمها من لوح كبير بنقش بارز يمثل رمحًا. اللوحة الأصلية محفوظة في متحف الفنون المقدسة في سان كاسيانو.

## اقتصاد
سان كاسيانو مشتهر بصناعة النبيذ وزيت الزيتون. أنشأت الأقبية الاساسية لشركة النبيذ أنتينوري في سان كاسيانو بنك مشترك (بنكا دي كرديتو كوبريتيف دل تشينتي فيورنتنو الآن تشينتي بنكا) مؤسس دن نرسيسو FUSI بروبوستو دي سان كاسيانو ومكاتبه الرئيسية في سان كاسيانو. يعتمد باقي الاقتصاد بشكل أساسي على الحرف اليدوية والسياحة (خاصة السياحة الزراعية).كانت مركزًا مهمًا جدًا لصناعة الطباعة الإيطالية في القرن العشرين.

## المدن التوأم - المدن الشقيقة
توأمة سان كاسيانو إن فال دي بيسا:
- Al Mahbes, Western Sahara
- Morgan Hill, United States
- Nieuwerkerken, Belgium
- Rosh Pinna, Israel

## ناس مشهورين
- جوليانو دامي (1683-1750)، مغامر إيطالي، وصديق حميم لآخر دوق غران في توسكانا، جيان غاستون دي ميديتشي، المولود في فرازيوني ميركاتالي.
- نيكولو مكيافيلي (1469-1527)، كاتب وسياسي إيطالي منفي عام 1513 في سانت أندريا في بيركوسينا. كما كتب إتش جي ويلز، مكيافيلي "أقام مسكنه في فيلا بالقرب من سان كاسيانو، على بعد اثني عشر ميلًا أو نحو ذلك من فلورنسا، وهناك استمتعت جزئيًا بجمع وكتابة قصص بذيئة لصديق في روما، وجزئيًا عن طريق كتابة كتب عن السياسة الإيطالية الذي لم يعد قادرًا على لعب دور فيه. تمامًا كما ندين بكتاب رحلات ماركو بولو لسجنه، كذلك نحن مدينون لأمير مكيافيلي، وتاريخه الفلورنسي، وفن الحرب لسقوطه وملل سان كاسيانو. "[4]
- أقام جوليانو غيلي (1944-2014)، رسام إيطالي، في سان كاسيانو في فال دي بيسا طوال حياته. تم تسمية متحف المدينة Museo Civico باسمه في مايو 2015.
- أنطونيو بتروشيلي (1953)، ممثل إيطالي، عضو في سان كاسيانو في مجلس مدينة فال دي بيسا.
- انتخب سيدني سونينو (1847-1922)، سياسي إيطالي، ورئيس وزراء مملكة إيطاليا، في البرلمان الإيطالي عام 1880 عن سان كاسيانو في دائرة فال دي بيسا.
- تيتو شيلاتزي (1834-1892)، رسام ومصمم إيطالي لمنزل سافوي ؛ أيضا بطل من حرب الاستقلال الإيطالية الثالثة.

## روابط خارجية
- الموقع الرسمي